# 박용일 (간도협조회)
박용일(朴容日, ? ~ ?)는 만주 간도협조회 특별공작반원으로 활동했다.

## 친일 활동
간도협조회 둔화현지부 공작대원과 본부 둔화특별공작반원으로 활동했다. 간도협조회는 만주일대 항일세력 파괴와 민간인 통제를 목적으로 조직되어 1934년 9월부터 1936년 12월 존속한 관동군 헌병사령부 옌지헌병대 소속 특무외곽조직이다. 1936년 2월 20일 간도협조회 본부 특별공작대장 김송렬의 지휘아래 둔화현에서 조선의용대 제3려 부관 마룽주 등 50명을 투항시키는 공작에 가담했다.

## 참고자료
- 친일인명사전편찬위원회 (2009). 《친일인명사전》. 78쪽.